# فوداساشی

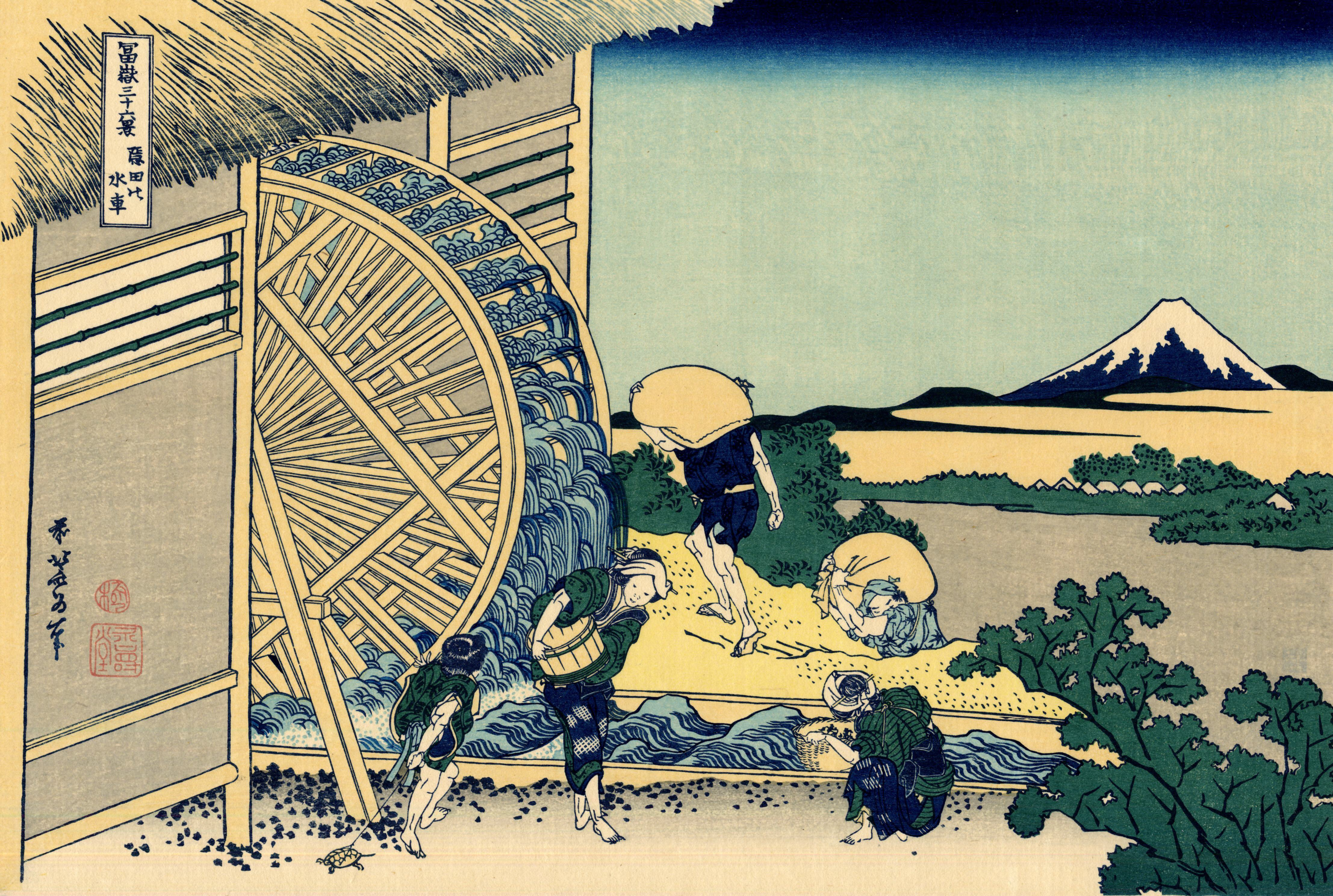
آسیاب برنج توسط آسیاب آبی در دوره ادو. جزو مجموعهٔ سی و شش چشم‌انداز کوه فوجی، نقاشی شده توسط کاتسوشیکا هوکوسائی

فوداساشی یا دلال برنج یا کارگزاران برنج (به ژاپنی: 札差 ふださし) به واسطه‌گران برنج در دوره ادو گفته می‌شود. این مفهوم در اصل در کیوتو چند صد سال قبل از آن که دلالان اولیه برنج کیوتو به گونه‌ای متفاوت عمل کردند، به وجود آمد.
کارگزاران برنج، که مشخصا در دوره ادو (۱۶۰۳–۱۸۶۷ (از تاریخ ژاپن در شهرهای اوساکا و ادو به اوج
قدرت خود رسیده بود، از پیشگامان سیستم بانکی ژاپن بودند. این کارگزاران در واقع در ابتدا چند صد سال
پیش در کیوتو به وجود آمده بودند که البته این کارگزاران اولیه برنج در کیوتو، تا حدود زیادی متفاوت از
کارگزاران قدرتمند و ازلحاظ اقتصادی با نفوذ اوساکا در دوره ادو بودند.
در دوره ادو دایمیوها و سامورایی‌ها بیشتر درآمد خود را به شکل برنج دریافت می‌کردند. بازرگانان اوساکا
و بعداً ادو طبق این شرایط شروع به سازماندهی انبارهایی کردند که در آن از برنج دایمیوها و سامورایی‌ها در
ازای هزینه ذخیره و نگهداری، سکه طلا یا نقره وهمچنین پول کاغذی دریافت نمودند. این پول‌های کاغذی در
واقع همانند چک‌های اعتباری ای بودند که تاجران با در دست داشتن آنها می‌توانستند با ارائه به کارگزاران برنج
اوساکا یا ادو در ازای آن برنج، طلا یا نقره دریافت کنند. بسیاری از این کارگزاران، اگر نگوییم همه آنها، شروع
به پرداخت وام نیز کرده بودند، و از این راه به ثروت و قدرت زیادی دست یافته بودند. هرچه دوره ادو به پایان
خود نزدیک می‌گشت، دایمیوها فقیرتر می‌شدند و شروع به گرفتن وام‌های بیشتر می‌کردند و این موضوع
موجب افزایش موقعیت اجتماعی کارگزاران برنج شده بود.
به سبب اینکه خاندان‌های اربابی مجبور بودند مدتی از سال را در ادو (توکیوی امروزی) همراه با خدمهٔ خود اقامت کنند، فراهم کردن پول برای دایمیوها و همچنین سامورایی‌های در خدمت آنان جهت خرج کردن در ادو مسئله‌ای بسیار مهم بود. آنان مجبور بودند پول نقد را از طریق فروش برنج‌های مقرری خود با بازرگانان به دست بیاورند. از آنجائیکه هزینه زندگی در ادو بالاتر از توان آنان بود، گرفتن وام از بازرگانان به اعتبار درآمد آینده رایج بود.